# Paolo Fornaciari

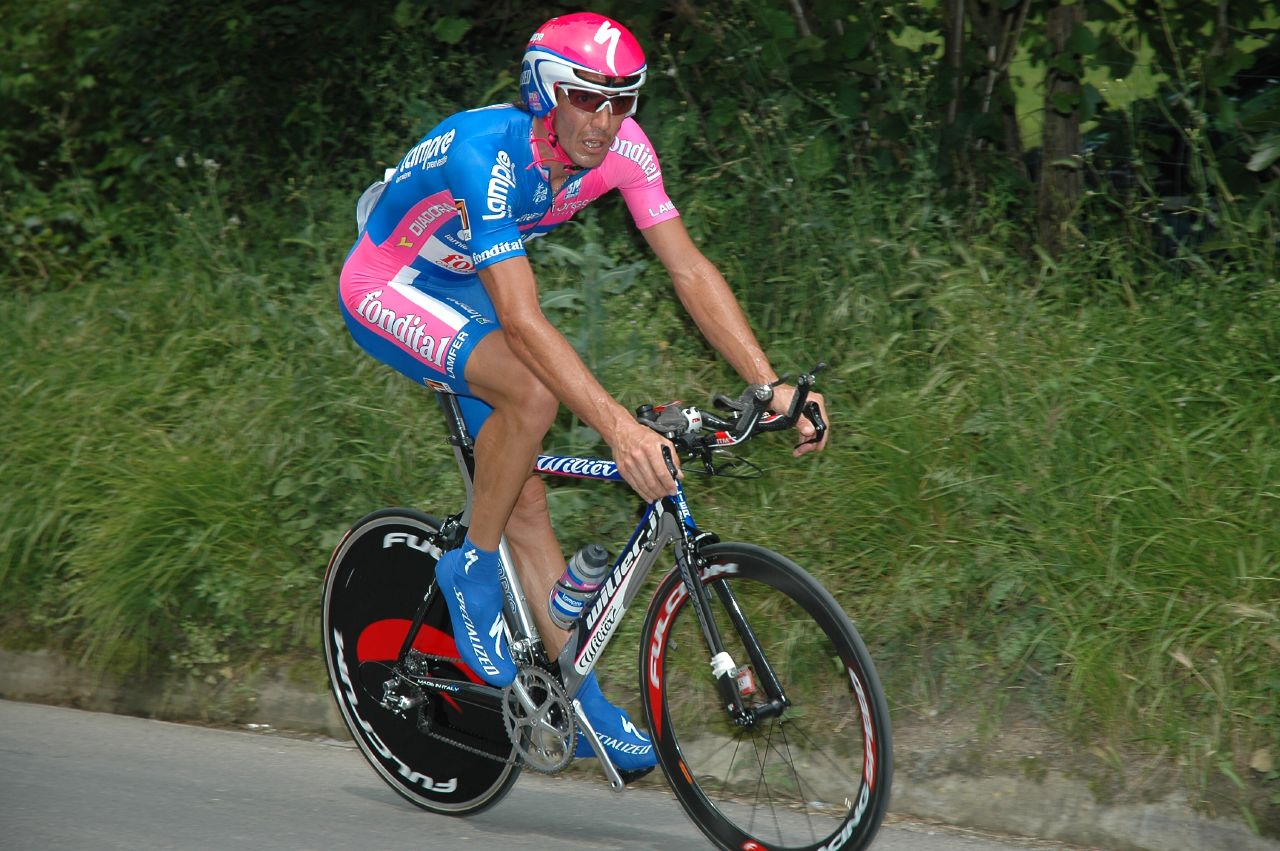
Paolo Fornaciari tijdens de Ronde van het Baskenland 2007

Paolo Fornaciari (Viareggio, 2 februari 1971) is een Italiaans voormalig wielrenner. Hij reed als meesterknecht bij grote Italiaanse ploegen als Mercatone Uno, Mapei, Saeco en Lampre. Fornaciari was professioneel actief van 1993 tot 2008.

## Carrière
Fornaciari is bij verscheidene Italiaanse topploegen altijd superknecht geweest. Hij reed in dienst van diverse kopmannen, zoals Paolo Bettini, Michele Bartoli, Gilberto Simoni en Damiano Cunego. Hierdoor is zijn professionele palmares beperkt gebleven tot één etappezege (de Herald Sun Tour in 1994).
Aan het eind van het seizoen 2008 zal hij zijn carrière beëindigen.

## Overwinningen
1991
- GP Ezio del Rosso

1994
- 1e etappe Herald Sun Tour

## Resultaten in voornaamste wedstrijden
| Jaar | Ronde van Italië | Ronde van Frankrijk | Ronde van Spanje |
| ---- | ---------------- | ------------------- | ---------------- |
| 1993 |                  |                     |                  |
| 1994 | 61e              |                     | 106e             |
| 1995 | opgave           |                     | 66e              |
| 1996 |                  | 79e                 |                  |
| 1997 | 98e              | opgave              |                  |
| 1998 |                  | 90e                 |                  |
| 1999 | 100e             |                     |                  |
| 2000 | 79e              |                     | 94e              |
| 2001 | 112e             | opgave              |                  |
| 2002 | 92e              |                     |                  |
| 2003 | 81e              | 112e                |                  |
| 2004 | 100e             |                     | 117e             |
| 2005 | 148e             |                     |                  |
| 2006 | 126e             |                     |                  |

| Jaar | Milaan-San Remo | Gent-Wevelgem | Ronde van Vlaanderen | Parijs-Roubaix | Luik-Bast.‑Luik | E3 Harelbeke | Parijs-Tours |
| ---- | --------------- | ------------- | -------------------- | -------------- | --------------- | ------------ | ------------ |
| 1993 |                 |               | 88e                  |                |                 |              |              |
| 1994 |                 | 69e           | 83e                  |                |                 |              | 67e          |
| 1995 | 55e             |               | 61e                  | 45e            |                 |              | 48e          |
| 1996 |                 |               |                      |                |                 |              |              |
| 1997 |                 | 15e           | 25e                  |                |                 | ↑            |              |
| 1998 | 149e            | 77e           | 50e                  | 57e            |                 |              |              |
| 1999 | 138e            | 29e           |                      |                |                 |              |              |
| 2000 | 117e            |               |                      |                |                 |              |              |
| 2001 | 91e             |               |                      |                |                 |              |              |
| 2002 |                 | 50e           |                      |                | 116e            |              |              |
| 2003 | 79e             |               | 60e                  |                |                 |              |              |
| 2004 | 145e            | 41e           | 77e                  | 60e            |                 |              |              |
| 2005 | 148e            |               |                      |                |                 |              |              |
| 2006 | 98e             | 27e           | 100e                 | 55e            |                 |              |              |

## Ploegen
- 1992 - Mercatone Uno - Zucchini (stagiair)
- 1993 - Mercatone Uno - Zucchini
- 1994 - Mercatone Uno - Zucchini
- 1995 - Mercatone Uno - Zucchini
- 1996 - Saeco - Estro
- 1997 - Saeco
- 1998 - Saeco Macchine per Caffé
- 1999 - Mapei - Quick-Step
- 2000 - Mapei - Quick-Step
- 2001 - Mapei - Quick-Step
- 2002 - Mapei - Quick-Step
- 2003 - Saeco Macchine per Caffé
- 2004 - Saeco Macchine per Caffé
- 2005 - Lampre-Caffita
- 2006 - Lampre-Fondital
- 2007 - Lampre-Fondital
- 2008 - Lampre